# Адель ат-Турайфи
Адель Зейд ат-Турайфи (араб. عادل زيد الطريفي‎ / род. 19 апреля 1979, Бурайда, Эль-Касим, Саудовская Аравия) — саудовский журналист и специалист по ближневосточным вопросам, который ориентируясь на саудовско-иранские отношения и принятия внешнеполитических решений в арабских государствах Персидского залива.
Он является министром культуры и информации Саудовской Аравии. Раньше был генеральным менеджером новостного канала «Аль-Арабия». Он имеет степень магистра и доктора в области международных отношений в лондонской школе экономики и политических наук.

## Биография
Адель ат-Турайфи родился 19 апреля в 1979 году в Бурайде, Саудовской Аравии. Он получил степень магистра в области международного конфликта в 2008 году из кингстонского университета, Лондон. Он окончил аспирантуру в области международных отношений в лондонской школе экономики и политических наук в 2012 году. Название его диссертации: «Возникновение и прекращение существования сближение Ирана и Саудовской Аравии» (1997–2009).